# Pose mécanisée
 (juin 2011).
Si vous disposez d'ouvrages ou d'articles de référence ou si vous connaissez des sites web de qualité traitant du thème abordé ici, merci de compléter l'article en donnant les références utiles à sa vérifiabilité et en les liant à la section « Notes et références ».

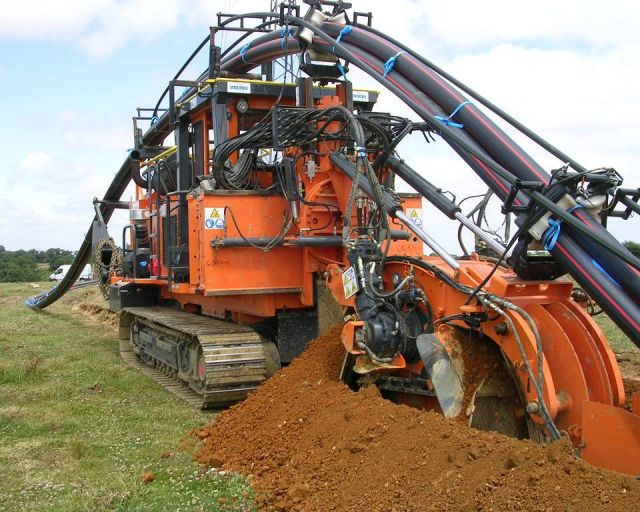
Pose mécanisée en trancheuse à roue

La pose mécanisée est un moyen continu et mécanique d’enfouir un réseau  en effectuant une tranchée de faible largeur, tout en y  déposant simultanément, et de manière automatique l’artère (Fibre optique, électricité, eau, gaz, etc.)  destinée à être enfouie.
La réalisation d’un chantier en pose mécanisée se décompose en plusieurs phases, toutes aussi importantes les unes que les autres :

## La préparation
C’est une phase évidente dans n’importe quel chantier mais qui dans le cas de la pose mécanisée doit intégrer l’aspect rendement de la machine et donc l’anticipation. Pas question de ralentir ou de stopper l’atelier de production pour un manque de permission de voirie ou d’anticipation pour le passage d’un point particulier (traverser d’un ruisseau ou d’un pont par exemple). 
Aussi, avant tout démarrage de travaux, il convient d’analyser correctement les travaux à réaliser. On retient notamment :
- linéaire à réaliser ;
- type de réseau à poser (nature, nombre, conditionnement, rayon de courbure admissible, etc.);
- profondeur et largeur de la fouille ;
- implantation de la tranchée (sous chaussée, en accotement….);
- évacuation ou non des matériaux tranchés ;
- nature du terrain (géologie, morphologie, etc.);
- type de pose : pose mécanisée ou non ;
- contraintes particulières du chantier (de nuit, en ville, en plein champ, sous circulation, en coordination avec des travaux, environnement sensible, gestion des riverains, présence de réseaux dans le sol, hauteur et largeur disponibles, piste, etc.);
- enrobage du réseau (béton, sable, terre extraite criblée);
- organisation de l’approvisionnement en matériaux et matériels ;
- gestion des obstacles.

## La réalisation
On réalise à cette étape les pistes éventuelles, les dévoiements de drainage, les débroussaillages, les sondages de conduites existantes, la distribution du sable et des tourets, le passage des points particuliers (forages, encorbellements) et surtout l’implantation au sol du réseau à poser. La délimitation de la zone de travail : balisage de sécurité pour les riverains, bornage temporaire du chantier pour le respect de l’environnement.
La compacité du train de pose est primordiale dans ce genre de chantier. On veille donc à industrialiser au maximum les différentes opérations.

### Création d’une piste si nécessaire
Une piste est réalisée dans le cas de terrains accidentés (nivellement de la surface) ou de terres agricoles (mise en cordon des terres arables). On profite de cette opération pour délimiter l’emprise du chantier et pour éventuellement ripper le sol afin d’y détecter d’éventuelles blocs rocheux et zones rocheuses compact qui pourraient gêner le tranchage par la suite. On peut également dans certains cas, l’aménager afin d’obtenir une portance suffisante (purge de zones marécageuses par exemple) pour permettre le passage du train de pose. On veille à ce que la surface ne présente pas d’angles saillants afin de ne pas détériorer le câble qui pourra être déroulé à même le sol avant la pose.

### Le déroulage
Cette opération est réalisée à l’avancement du chantier afin de limiter les incidents sur le câble déposé au sol. Elle peut être réalisée directement par la machine qui porte elle-même les tourets.

#### La pose en zone rurale.
La pose en zone rurale est en général relativement simple. Certaines contraintes particulières comme les terres irriguées ou drainées peuvent toutefois compliquer la préparation ou la remise des zones traversées (surtout dans le cas du drainage ou la réparation des drains doit être minutieuse).

### La pose sous chaussée et en rive de chaussée
La pose mécanisée à la roue sous chaussée et en rive de chaussée nécessite une organisation différente des zones rurales
En termes de préparations tout d’abord. Il ne s’agit pas ici de réaliser une piste, mais d’organiser un balisage glissant qui couvre l’ensemble de l’atelier. Cette mise en sécurité de la zone est primordiale pour les hommes du chantier et les riverains amenés à évoluer à proximité des travaux.
Ensuite, il faut gérer l’évacuation et l’approvisionnement en matériaux nobles (béton d’enrobage et de remise en état du corps de chaussée).

### La pose en zone rocheuse
Dans certains cas, les zones rocheuses seront traitées en deux phases : pré-passage et tranchage avec  pose mécanisée. Dans d’autres cas, la pose sera réalisée en charge réduite avec protection mécanique (tube acier, béton).

## Le remblai final et compactage
Le remblaiement final et le compactage sont assurés par des moyens traditionnels au fur et à mesure de l’avancement des travaux.